# Sovjetska Republika Naissaar
Sovjetska Republika Naissaar (est.: Naissaare Nõukogude Vabariik), službeno Sovjetska Republika Vojnika i Graditelja Utvrda Naissaar (rus.: Советская республика матросов и строителей), bila je kratkotrajna i nepriznata sovjetska republika proglašena na otoku Naissaaru u Estoniji. Republika je službeno proglašena 17. prosinca 1917. godine, a ukinuta je nakon njemačke okupacije otoka 26. veljače 1918.
Otok Naissaar imao je, unatoč maloj površini, važnu ulogu kao pomorska baza Ruskog Carstva i Estonije. Tamo je 1913. godine stigao ukrajinski anarhosindikalist Stepan Petričenko, nakon što je regrutiran u Carsku mornaricu te stacioniran na bojni brod Petropavlovsk, koji je u to vrijeme bio usidren na otoku. Otok je od 1914. bio nenaseljen od kad su ga vlasti odlučile koristiti kao vojnu bazu. U vrijeme Februarske revolucije, Petričenko je zajedno s još 70 – 90 mornara boravio na otoku, nakon što je na njemu izgrađena nova mornarička baza.
Premda je Privremena vlada u travnju 1917. dodijelila Estoniji određen stupanj autonomije, ta je baltička zemlja i dalje bila pod kontrolom Moskve. Situacija se, međutim, drastično promijenila nakon Oktobarske revolucije, kada su boljševički revolucionari suspendirali privremenu vladu Estonije Maapäev. Tada dolazi do osnivanja lokalnog Vijeća zastupnika radnika i vojnika, koje je 17. prosinca 1917. proglasilo osnivanje Vijeća narodnih komesara, a time i osnivanje Sovjetske Republike Naissaar. Predsjedavajući je postao Petričenko, a imenovani su narodni komesari za vojne i mornaričke poslove, unutarnje poslove, rad, financije, zdravstvo i (kasnije) obrazovanje. Vijeće je proglasilo kako Naissaar postaje "nezavisna sovjetska republika". 
Dok je Vijeće radilo na Ustavu, glavnim je gradom proglašeno selo Obernargen. Službena himna postala je "Internacionala", dok je službena zastava bila crveno-crna zastava anarhosindikalista. Namjera je bila da republika koristi i vlastiti novac, međutim ta ideja nije provedena u praksi kako je zamišljeno. Estonski komunisti priznali su de facto sovjetsku republiku te su čak na otok poslali određen broj zatvorenika na prisilni rad kako bi dodatno utvrdili postojeću infrastrukturu i obavljali druge poslove.
U tom je trenutku Privremena vlada Estonije odlučila zatražiti pomoć njemačke vojske. Sovjetari su se podjednako morali boriti i protiv boljševika i protiv Nijemaca, međutim kada su Nijemci okupirali otok 26. veljače 1918., baltička je flota evakuirala većinu stanovnika, prvo prema Helsinkiju, a onda i prema Kronštatu. Bio je to kraj Sovjetske Republike Naissaar. Mali broj sovjetara koji su ostali na otoku zarobljeni su, a vojne su građevine uništene. Ipak, dio lokaliteta spasio je lokalni šumar koji je prerezao kablove i tako spriječio detonaciju na tim lokacijama. Tjedan dana kasnije, boljševici su predali Baltik Njemačkom Carstvu sukladno odredbama Sporazuma u Brest-Litovsku. Petričenko će nastaviti svoje revolucionarno djelovanje te će 1921. povesti slavni Kronštatski ustanak protiv boljševika, nakon čega bježi u Finsku.
Estonska je vlada u veljači 1919. na otoku pogubila 40 boljševičkih ratnih zarobljenika. Nakon Njemačke revolucije i kapitulacije Drugog Reicha u Prvom svjetskom ratu, Nijemci su predali otok Estoniji 19. studenoga 1918. Otok je službeno postao dijelom Estonije 1920. godine. 

## Vanjske poveznice
- Küllo Arjakas Eesti iseseisvuse mõtte areng ja punamadruste Naissaare Vaba Riik Postimees/Internet Archive, 17. studenoga 2007.
- Jaak Juske Külastades üht väheteada endist nõukogude vabariiki jaakjuske.blogspot.com, 6. srpnja 2009.
- Juku-Kalle Raid Naissaare Nõukogude Vabariik  Arhivirana inačica izvorne stranice od 9. rujna 2024. (Wayback Machine) Keskus, studenoga 2013.